# Iglesia de los Santos Justo y Pastor (Falcés)
La iglesia de San Justo y San Pastor de Falcés o iglesia de los santos Justo y Pastor fue una iglesia del municipio de Tolva (Huesca), en España.
Situada unos metros al norte de las ruinas del antiguo castillo de Falcés, al sur de Tolva, la iglesia está actualmente en ruinas y es de difícil acceso. La iglesia fue construido a finales del siglo XII y es, por lo tanto, posterior al castillo. Una parte de los sillares fueron usados para construir una masía que se encuentra unos metros al norte de las ruinas.
El templo tenía una sola nave orientada al este, con una planta de notables proporciones y un ábside, que en el siglo XIX todavía conservaba la bóveda, recibiendo de Madoz la denominación de «magnífica iglesia». La portada occidental, románica primitiva que recuerda al románico aranés, fue trasladada durante el siglo XIX a la iglesia parroquial de Nuestra Señora del Puy en Tolva. La portada consta de cinco arquivoltas de medio punto, estando la más exterior decorada con cabecillas. Encima se encuentra «un friso de esquinillas y por encima otro ajedrezado, con crucecitas en los escaques rehundidos». Decorando las esquinas se encuentran dos figuras en forma de ménsula. La de la izquierda, que representa a una mujer que está siendo atacada por una fiera, podría referirse a la profecía de Elías sobre la muerte de Jezabel, esposa del rey Ajab de Judá. Los capiteles están esculpidos de forma tosca, con motivos de leones y una representación de una boca devorando a una mujer. Sobre la clave de la portada se puede apreciar un crismon. Juan Antonio Olañeta comenta sobre el crismón: 

La semejanza del portal con el de Covet (Lérida) y el diseño del anagrama permiten pensar en la presencia de un artista de la frontera catalana. Falces era de realengo en 1062, y Aquila y su familia gozaban del aprecio del rey Ramiro I, pero a mediados del siglo XII pasó a manos del Hospital, fecha en que la castellanía de Amposta empezó a ejercer su influencia sobre esta zona.